# Кумановска река
Кумановската река или Голема река (на македонска литературна норма: Кумановска Река, Голема Река) е река в северната част на Северна Македония, приток на Пчиня.
Реката е извира от Източна Скопска Църна гора. Минава през Куманово и се влива в Пчиня като неин десен приток. Най-голям приток е Липковската река. Дълга е 44 km с басейн от 460 km². Течението на реката е оголено отъкъм растителност и тя често има пороен характер и предизвиква наводнения.